# منطقه عفار
منطقه عفر یکی از منطقه‌های نُه گانه کشور اتیوپی می‌باشد. شهرت این منطقه بیشتر به خاطر فسیل‌های اجداد در حال تکامل انسان، خصوصاً نمونه‌ای که لوسی نام گرفت، می‌باشد.

## جغرافیا
مرکز این منطقه شهر آسیتا است.
این منطقه در شمال کشور اتیوپی و در مرز کشورهای جیبوتی و اریتره قرار دارد.
جمعیت منطقه عفار، حدود یک و نیم میلیون نفر و مساحت آن ۹۶٬۷۰۷ کیلومتر مربع می‌باشد.